# Sant Martí de Vilapedrers
Sant Martí de Vilapedrers és una església que forma part de l'Inventari del Patrimoni Arquitectònic Català de Navès (Solsonès).

## Descripció
Sant Martí de Vilapedrers és una església romànica molt reformada. De la nau primitiva no es conserva res. Absis romànic rodó, sobrealçat, amb el con desaparegut i substituït per una coberta a un vessant. De la nau desapareguda, tan sols resta, tocant a l'actual mur sud, un mur d'un metre d'alçada, el qual indica que l'antiga nau s'unia amb un encaix a l'exterior. Està orientada a l'est. La porta romànica ha desaparegut.

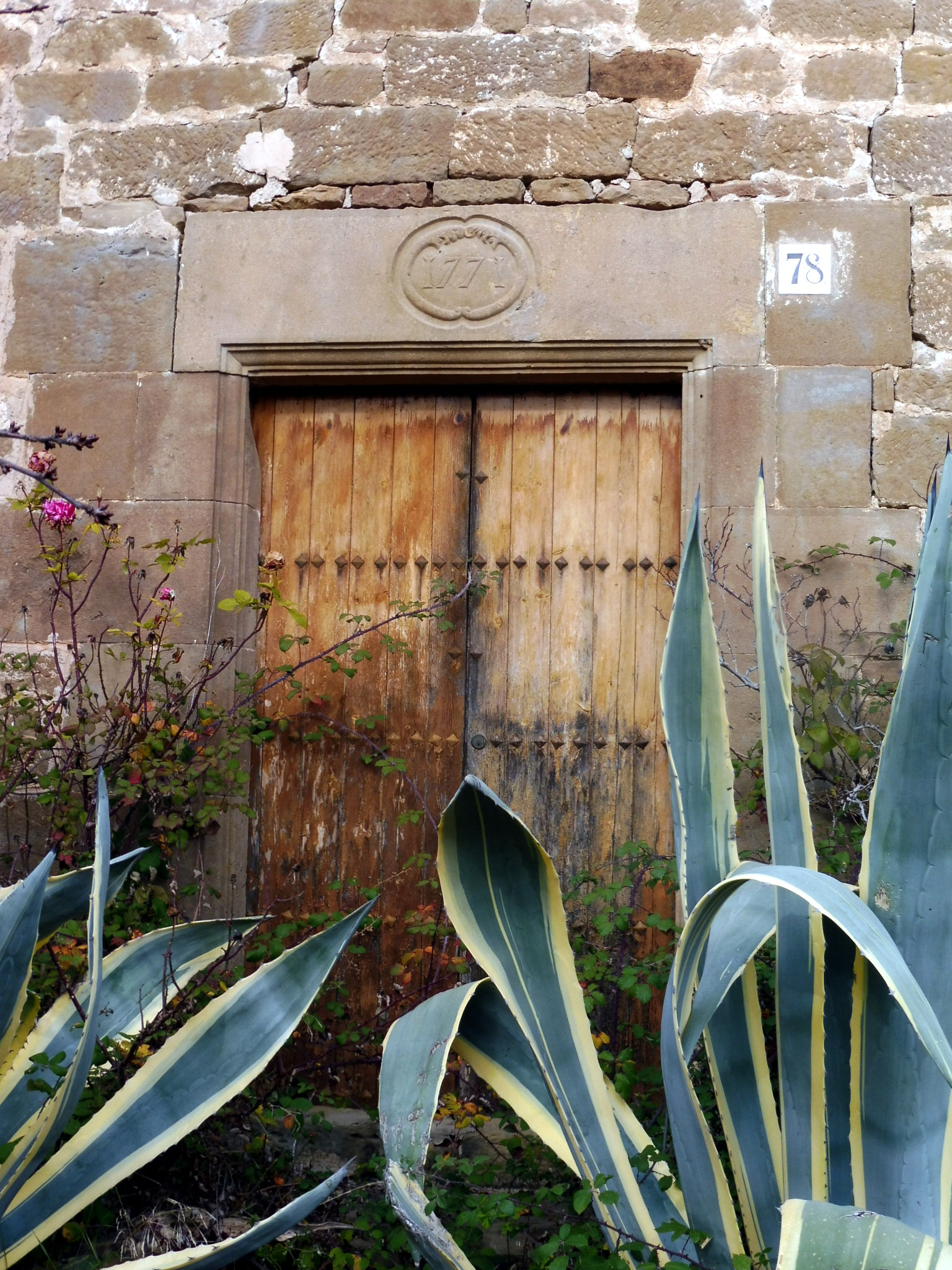
Porta actual

 A la llinda de l'actual porta apareix la data de 1771. Finestres romàniques a l'absis, una al centre i l'altra més cap al sud, de dues esqueixades i adovellades, amb arc de mig punt. El parament és de carreus en fileres, treballats a punta. Podi de 90 centímetres d'alçada màxima, envoltant tot l'absis i sense treball a punta.

### Notícies històriques
L'església de Vilapedrers és d'estil romànic, actualment sense culte. Es troba al costat de la casa Cal Rosas de Linya i està dedicada a Sant Martí. Té adjunt el cementiri i molt propera, una antiga torre que formava part de l'anterior mansió senyorial. Antigament, era sufragània de Navès i comprenia totes les cases de la serra en avall, entre les quals la de Duocastella i Can Angrill de Sant Grau.